# Super Meat Boy
『Super Meat Boy』（スーパーミートボーイ）は、エドモンド・マクミランとトミー・レフェネスがTeam Meat名義で開発した2010年のプラットフォーム・ゲーム。マクミランとジョナサン・マッケンティー (Jonathan McEntee)が開発した2008年のフラッシュゲーム Meat Boyの後続作品として製作された。プレイヤーはミートボーイという赤いキューブ型のキャラクターを操作し、様々なステージをクリアして、悪役のフィータス博士にさらわれた恋人のバンデージガールを救うことが目的である。
2010年10月にXbox 360版がXbox Live Arcadeでリリースされ、その後Microsoft Windows、OS X、Linux、PlayStation 4、PlayStation Vita、Wii U、Nintendo Switchに移植された。Wii版も開発されていたものの、これは実現しなかった。
開発が始められたのは2009年に入ってからで、美術はマクミランが、プログラムはレフェネスがそれぞれ担当した。音楽はMeat Boyの製作にも携わったダニー・バラノウスキーが担当した。批評家からは操作感、美術、音楽、挑戦的なゲーム内容が評価された。様々な賞を受賞し、史上最高傑作のビデオゲームの一つに数えられることもあるほか、商業的にも成功し、2012年1月までに100万本以上を売り上げた。2020年12月23日には続編のSuper Meat Boy Foreverがリリースされている。

## ゲーム内容
プレイヤーはミートボーイ (Meat Boy)という赤いキューブ型のキャラクターを操作し、様々なステージをクリアして、悪役のフィータス博士 (Dr. Fetus)にさらわれた恋人のバンデージガール (Bandage Girl)を救うことが目的である。基本操作は移動、ジャンプ、ダッシュのみの単純なアクションゲームで、チャプターごとにボス戦を含む複数のステージがあるという構成になっている。ステージは必ずしも順番にクリアする必要はないが、チャプター最後のボス戦には一定数のステージをクリアしなければ挑戦できない。一定時間内にクリアすることでそのステージの裏面に挑戦できたり、ステージに隠されたワープゾーンにたどりつくことでボーナスステージに挑戦できるといったやり込み要素もあり、総ステージ数は300を超える。
各々のステージは短めだが、道中には回転のこぎりや針山など、触れると死んでしまうトラップがあり、トラップを避けつつゴール地点となるバンデージガールのもとへ向かう必要がある。繊細な操作が求められ、死にながらステージを覚えていく死にゲーとされている。
隠しステージ以外にも、道中に配置されたバンドエイドを集めることで新たに操作キャラクターを解禁できる、というやり込み要素がある。操作キャラクターは一部ステージを除き変更でき、解禁できる操作キャラクターの中にはマシナリウムやVVVVVVなど他作品のキャラクターが含まれ、各キャラクターは固有の能力を有する。
その他の機能として、PC版では2011年5月にユーザーがステージを作成して投稿できる機能が実装されているほか、Nintendo Switch版では2人で競争するレースモードが実装されている。レースモードは2018年10月にPC版でも実装されている。

## 開発

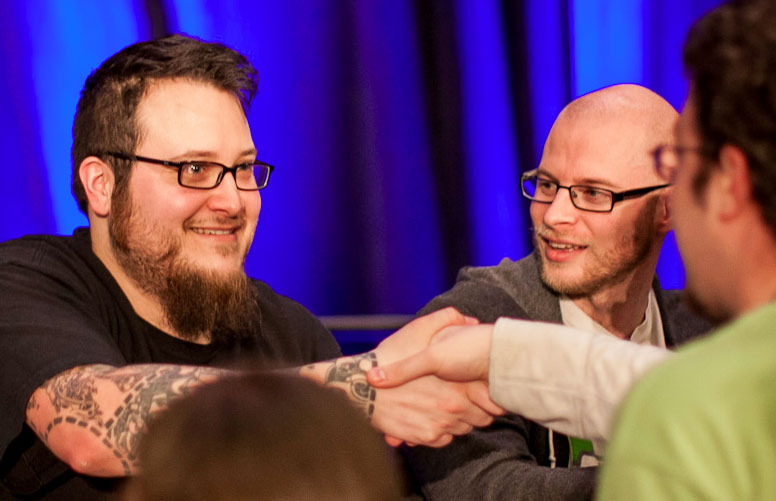
開発者のマクミランとレフェネス（GDC 2012にて）

マクミランはジョナサン・マッケンティー、ダニー・バラノウスキーとともにMeat Boyというフラッシュゲームを3週間かけて製作し、2008年10月5日にニューグラウンズに投稿していた。Meat Boyは2009年4月までに計800万回ほど遊ばれ、2008年12月8日に投稿された派生作品のMeat boy (map pack)も350万回ほど遊ばれた作品となった。2008年、任天堂やMicrosoftからゲーム製作について打診されたマクミランは、当時別のフラッシュゲーム製作で協働していたトミー・レフェネスとともにSuper Meat Boyの製作に取り組むことを決めた。Super Meat BoyはMeat Boyと比べ、グラフィックの強化や、ステージとキャラクターを追加することでボリュームアップが図られている。
デザインはマクミランとレフェネスが共同で、加えてマクミランは美術、レフェネスはプログラムを担当した。このほか、ダニー・バラノウスキーとジョーダン・フェール (Jordan Fehr)がそれぞれ音楽とサウンドに関わっている。音楽に関して、PlayStation 4やPlayStation Vita版以降では、バラノウスキーから音楽の利用許諾を得られず、代わりにRidiculon、David "Scattle" Scatliffe、ローラ・シギハラが音楽を担当した。サウンドトラックはBandcampで公開されている。
開発が始まったのは2009年1月のことで、1年半を要した。マクミランは開発に際し、難易度はレトロを意識しつつ、残機を無限としたり、ステージを短くするなどして、プレイヤーのストレス要因を減らし、達成感を重視した旨を語っている。影響を受けた作品としては魔界村やロックマンが挙げられている。

## 発売
2009年当初はPCとWiiウェア版のリリースが発表されていたが、Wiiウェア版はファイルサイズ制限の問題を解決できず立ち消えとなった。2010年2月、夏にXbox Live Arcadeでリリース予定であることが発表され、最終的に2010年10月20日にXbox Live Arcade版が配信された。その後は11月30日にSteam版が、2011年11月18日にOS X対応版がそれぞれ配信され、12月には本作を含むLinuxに対応したゲームパックがHumble Indie Bundleより配信された。
PlayStationへの移植について、Team MeatはSonyが関心を示さなかったとしてPlayStation 3版のリリースを否定したが、PlayStation 4とPlayStation Vita版は2015年10月6日に配信された。任天堂のゲーム機への移植はWii U（2016年5月12日）とNintendo Switch（2018年1月11日）において実現している。これらの移植はBlitWorksが担当した。

## 評価
本作は批評家から美術、音楽、デザイン、ゲーム内容などが評価されたほか、複数の賞を受賞している。しばしば史上最高のビデオゲームの一つに挙げられることがある。ペニー・アーケード・エキスポ 2010で披露された際はデストラクトイドのゲーム・オブ・ザ・ショー (Game of the Show)を受賞し、Machinima.comからも同様のノミネートを受けた。2010年のインディペンデント・ゲーム・フェスティバルでは大賞と音響賞にノミネートされた。IGNのBest of 2010においてはMost Challenging Gameを受賞したほか、Best Soundtrack、Best Retro Designにノミネートされた。GameSpotでは投票の結果2010年のBest Downloadable Console Gameに選出され、GameTrailersからもBest Downloadable Gameを受賞した。
商業的にも成功し、Xbox 360版は2010年末までに約14万本売れ、2011年4月までにSteam版と合わせて60万本以上を売り上げた。2011年12月には売上本数が100万本を突破したことがTeam Meatより明らかにされた。2018年のAUTOMATONの記事では全機種合わせて300万本売れたのではないかとしている。
X-Playのアレクサンドラ・ホールやGamesRadar+のヘンリー・ギルバートはプラットフォーム・ゲームとして本作を高く評価した。GameSpotのトム・マクシーはステージ設計や操作感、音楽も評価点として挙げている。レビューでは難易度の高さも度々言及されており、ギルバートは本作に満点を与えなかった理由の一つとしているほか、Eurogamerのトム・ブラムウェルは物に当たりたくなるような高難易度だと述べている。1UP.comのジョー・レナードはイライラさせる難易度ではあるものの、ユーモアセンスやデザインが本作を魅力的なものにしているとし、フリーライターのミツキも高難易度ながら残機がなく素早くリスタートできるなどテンポが良いためやり直しがそれほど苦痛にならないと評している。

## 影響
ミートボーイを中心に、本作のキャラクターはBIT.TRIPシリーズ、Spelunky、Dust: An Elysian Tail、Retro City Rampage、ilomilo、Indie Pogoなど、多数の作品にカメオ出演している。また、オリとくらやみの森やCupheadのように、本作に影響を受けた作品も知られる。2010年12月1日、動物の倫理的扱いを求める人々の会（PETA）がヴィーガニズムを推進するために本作のパロディゲーム "Super Tofu Boy"を公開した際には、Team Meatは苦言を呈し、翌2日のPC版のアップデートでパロディゲームの主人公Tofu Boyを登場させる対応を見せた。
2014年8月29日、Team Meatは続編となるSuper Meat Boy Foreverについて、2015年のリリースを目指してスマートフォン版、タブレット版、Steam版を製作中だと明らかにした。その後、マクミランのスケジュールの都合上でTeam Meatが解散する出来事があったが、2017年、レフェネスとデザイナーのカイル・パルヴァーの共同開発により、2018年のリリースを目指していることが発表された。この続編は最終的に2020年12月にリリースされている。また、スピンオフ作品としてパズルゲームのDr. Fetus' Mean Meat Machineが2023年6月にリリースされている。